# Ramskapelle (Knokke-Heist)
Ramskapelle is een plaats in de Belgische provincie West-Vlaanderen en een deelgemeente van Knokke-Heist, het was een zelfstandige gemeente tot aan de gemeentelijke herindeling van 1971. Ramskapelle ligt in De Polders.
Ramskapelle is een gehucht gelegen aan de Isabellavaart. Het landschap is een vlak en grachtenrijk polderlandschap. Ramskapelle heeft tevens uitzicht op de Zeebrugse haven en op weidse akkervelden van Westkapelle.
Ramskapelle ligt aan de Heistlaan, niet ver van Knokke en op ongeveer 2 kilometer van Heist. De westelijke grens van Ramskapelle werd na de gemeentelijke fusies het Leopoldkanaal en het Kanaal van Schipdonk.

## Geschiedenis
Er was sprake van een schorrengebied, dat in gebruik was bij schaapherders en waarin terpen werden opgeworpen waarop schaapskooien werden gebouwd. Na indijking, omstreeks 1070, groeide één der terpen uit tot de kern van Ramskapelle. Ramskapelle behoorde tot de parochie van Dudzele en omstreeks 1250-1260 werd Ramskapelle een zelfstandige parochie. De kapel, genaamd Ramscapella, vernoemd naar ene Hendrik Ram die omstreeks 1230 er bezittingen had, werd verheven tot parochiekerk.
Omstreeks 1300 leverde de omgeving van Ramskapelle veel bakstenen voor het nabije Brugge. Zo werd in 1331 door de stad een hoeve aangekocht en werd daar een stede teghelrie gesticht. Er kwamen steenovens en tot begin 15e eeuw functioneerde deze tichelrij met tussenpozen. Ook in de 2e helft van de 19e eeuw was er een steenfabriek.
De Sint-Vincentiuskerk werd tijdens het laatste kwart van de 16e eeuw vanwege de godsdienstoorlogen zwaar beschadigd, en later hersteld.
In 1770-1773 werd de weg naar Heist verhard, en ook doorgetrokken naar de weg Westkapelle-Dudzele. Van belang waren, na de Belgische onafhankelijkheid, de aanleg van het Leopoldkanaal (1843-1847) en het Schipdonkkanaal (1850-1852), welke kanalen vlak langs Ramskapelle kwamen te lopen en ten westen waarvan zich na 1976 de Zeehaven van Brugge zich zou ontwikkelen op het voormalige grondgebied van Ramskapelle.
In 1944 werd de omgeving van Ramskapelle overstroomd, maar de kom van Ramskapelle bleef, dankzij de ligging op een terp, gespaard.

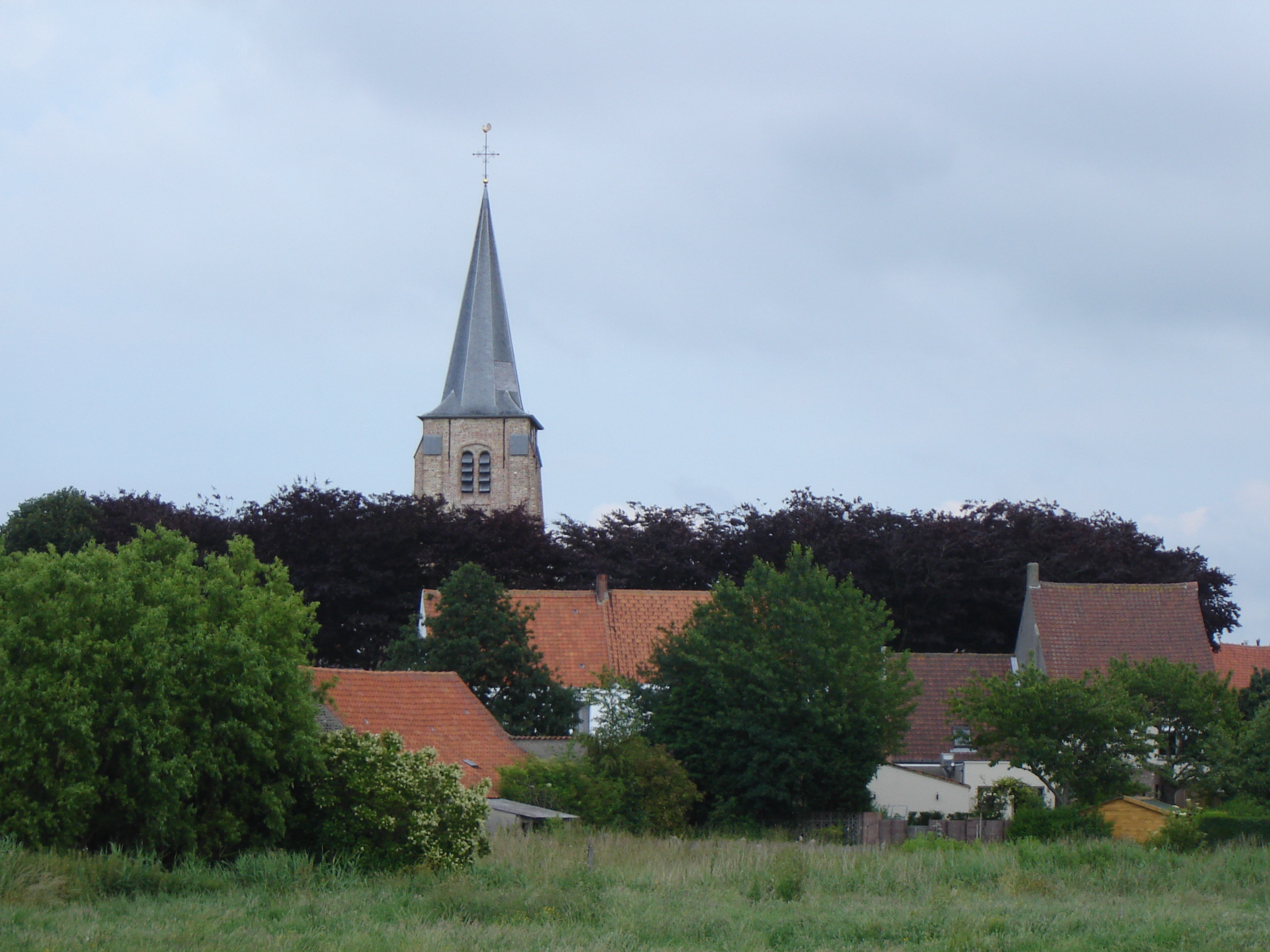
Uitzicht op Ramskapelle

## Demografische ontwikkeling
- Bronnen:NIS, Opm:1831 tot en met 1970=volkstellingen

## Bezienswaardigheden
- De Sint-Vincentiuskerk, een neogotische kerk uit 1863 – 1864, naar ontwerp van architect en provinciaal bouwmeester Pierre Buyck. De toren is een restant van de vorige kerk en dateert uit de 13de en 14de eeuw
- Verschillende langgevelhoeven en boerderijen met losstaande gebouwen. Deze gebouwen hebben meestal een 17de of 18de-eeuwse kern
- De Callantmolen of De Kruier, een stenen windmolen uit 1897
- Het For Freedom Museum, de bevrijding van de Zwinstreek (Operatie Switchback) in het najaar 1944

## Galerij

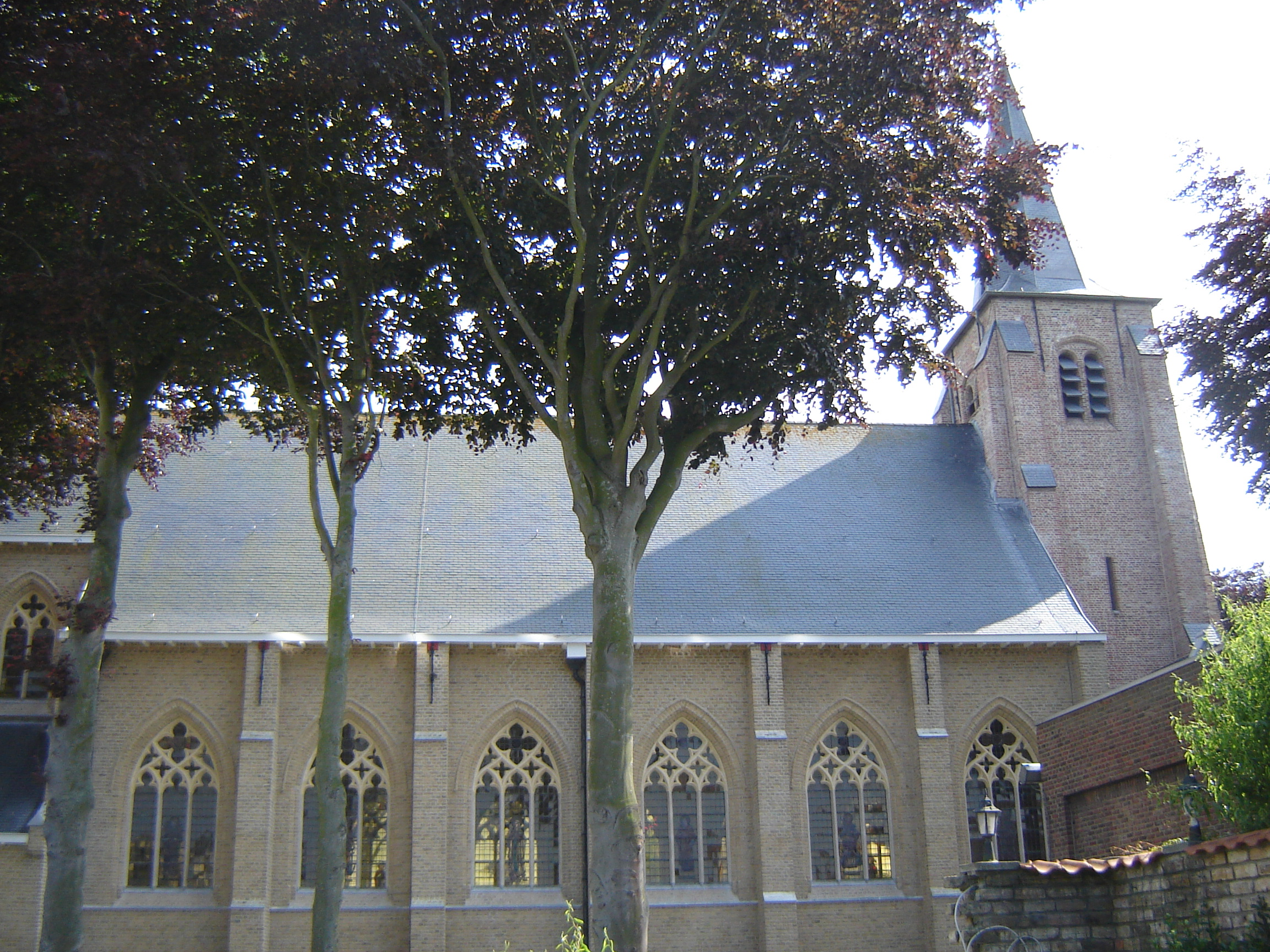
Sint-Vincentiuskerk
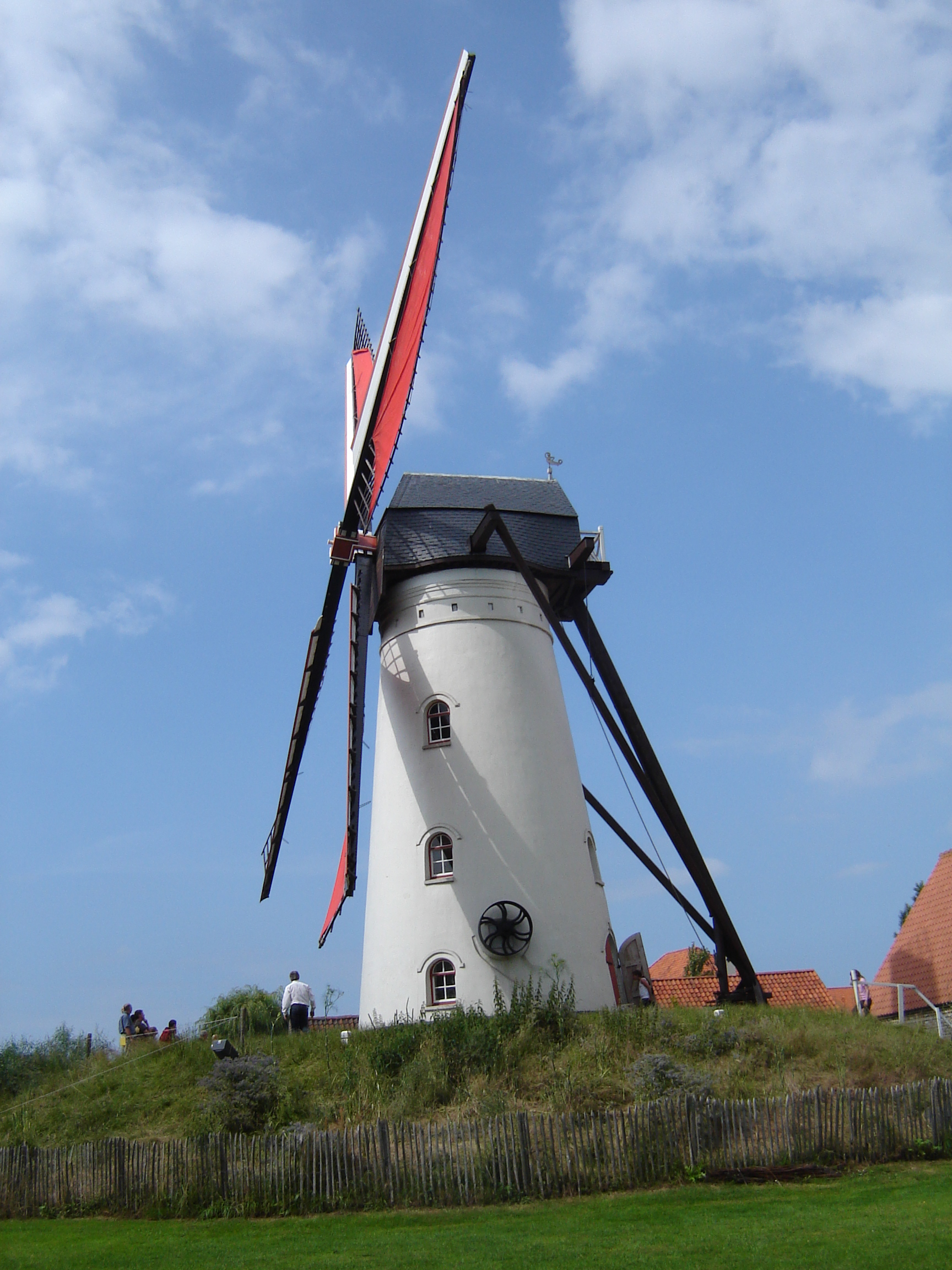
Callantmolen

## Nabijgelegen kernen
Heist, Dudzele, Westkapelle
Deelgemeenten: Heist · Knokke · Ramskapelle · Westkapelle

Wijken: Albertstrand · Duinbergen · Het Zoute

Belgische gemeenten · Arrondissement Brugge · West-Vlaanderen · Vlaanderen